# Tadżykistan na Zimowych Igrzyskach Paraolimpijskich 2018
Tadżykistan na Zimowych Igrzyskach Paraolimpijskich 2018 – występ kadry sportowców reprezentujących Tadżykistanu na igrzyskach paraolimpijskich w Pjongczangu w 2018 roku.
W kadrze wystąpił jeden zawodnik, który pojawił się w biegu sprinterskim w biegach narciarskich. W rywalizacji osób niewidzących i słabo widzących zajął 20. miejsce. Był to pierwszy udział reprezentacji na zimowych igrzyskach paraolimpijskich.

## Reprezentanci
| Zawodnik         | Dyscyplina        | Konkurencja              | Podgrupa | Czas    | Strata   | Miejsce | Źródło      |
| ---------------- | ----------------- | ------------------------ | -------- | ------- | -------- | ------- | ----------- |
| Sijowusz Iliasow | Biegi narciarskie | Sprint stylem klasycznym | B1       | 8:22,78 | +4:54,82 | 20.     | [ 3 ] [ 4 ] |